# Алка
Алка (каз. Алқа) — упразднённое село в Есильском районе Северо-Казахстанской области Казахстана. Входило в состав Заречного сельского округа. Исключено из учётных данных в 2024 году.
Код КАТО — 594245200.

## География
Расположено около озера Балыкты.

## Население
В 1999 году население села составляло 223 человека (119 мужчин и 104 женщины). По данным переписи 2009 года, в селе проживало 122 человека (67 мужчин и 55 женщин).